# Kẽm ferrocyanide
Kẽm ferrocyanua là một hợp chất vô cơ, là muối của kẽm và axit ferrocyanic với công thức hóa học Zn2Fe(CN)6, không tan trong nước, tạo thành tinh thể ngậm nước – tinh thể màu trắng.

## Điều chế
Phản ứng trao đổi của muối kẽm hòa tan và kali ferrocyanua sẽ tạo ra kết tủa:
{\displaystyle {\mathsf {2ZnCl_{2}+K_{4}Fe(CN)_{6}+3H_{2}O\ \xrightarrow {} \ Zn_{2}Fe(CN)_{6}\cdot 3H_{2}O\downarrow +4KCl}}}

## Tính chất vật lý
Kẽm ferrocyanua tạo thành tinh thể ngậm nước Zn2Fe(CN)6·3H2O – tinh thể màu trắng.
Nó không tan trong nước.

## Tính chất hóa học
Khi có mặt axit, nó tạo thành muối có tính axit:
{\displaystyle {\mathsf {2Zn_{2}Fe(CN)_{6}+H_{2}SO_{4}\ \xrightarrow {} \ Zn_{3}[HFe(CN)_{6}]{}_{2}+ZnSO_{4}}}}
Tinh thể Zn3[HFe(CN)6]2·11H2O đã được biết đến.

## Hợp chất khác
Zn2Fe(CN)6 còn tạo một số hợp chất với NH3, như Zn2Fe(CN)6·3NH3·3H2O hay Zn2Fe(CN)6·7NH3 đều là chất rắn màu trắng. Có nguồn cho rằng phức heptamin là Zn2Fe(CN)6·6NH3·2H2O.